# کرز، قندهار
کرز (به لاتین: Karz) یک منطقهٔ مسکونی در افغانستان است که در ولایت قندهار واقع شده‌است.